# Agriculture en Espagne
 (janvier 2025).
L'agriculture de l'Espagne est l'une des plus importantes d'Europe de l'Ouest. Une large partie du climat de l'Espagne est semi-aride et continental, avec des différentiels de températures et de pluviométries annuels importants.
« Dans le secteur agricole et agroalimentaire, l’Espagne et la France sont des partenaires commerciaux essentiels : la France est le 1er client de l’Espagne et l’Espagne est son 1er fournisseur. 6e client de la France, l’Espagne est dépendante en céréales, produits laitiers et animaux vivants français. »

## Histoire
L'agriculture était le principal soutien de l'économie espagnole jusque dans les années 1960, mais elle n'emploie actuellement qu'environ 4 % de la population active pour une participation de 2,5% au PIB, l'Espagne n'est donc plus un pays essentiellement agraire comme par le passé.
L'exode rural en Espagne, amorcé dès les années 1960, s'est poursuivi de manière plus modérée depuis les dernières décennies. Bien que de nombreuses exploitations agricoles aient cessé leurs activités, le rythme de ces fermetures s'est ralenti. Les dernières données disponibles indiquent une adaptation du secteur agricole, avec une concentration croissante sur des exploitations de plus grande taille et une diversification des productions.

De même, entre 1960 et 1973, 1,8 million de personnes ont émigré vers des zones urbaines. En 1960, 42 % de la population active travaillait encore dans l'agriculture, mais en 1986, seulement 15 % de la population y travaillait. Entre 1960 et 1983, le nombre de tracteurs est passé de 52 000 à 593 000 et le nombre de moissonneuses de 4 600 à 44 000. La productivité agricole sur une même surface augmentant en moyenne de 3,5 % entre 1960 et 1978. Si l'agriculture créait 23 % de la valeur ajoutée du pays en 1960, ce chiffre n'était plus que de 15 % en 1970, de 5 % en 1986 et de 4 % en 2000.
Dans les années 1980, environ 5 millions d'hectares ont été utilisés par l'agriculture permanente (vergers, les oliveraies, et vignes), 5 millions en jachères, 13,9 millions d'hectares étaient utilisés par la pâture et les prairies permanentes et 11,9 millions en zones forestières.
La superficie cultivée de l'Espagne était en 1998 de 14 285 000 hectares. La mécanisation de l'agriculture, ainsi que l'utilisation de fertilisants ont fortement augmenté, en 1998, le pays comptait 841 932 tracteurs, et 49 729 moissonneuses.
En 1999, la production de blé était de 5,084 millions de tonnes sur une superficie de 2 242 millions d'hectares, celles de l'orge de 7,399 millions de tonnes sur 3,119 millions d'hectares, celles du maïs de 3,777 millions de tonnes sur 399 000 d'hectares, celles du riz de 845 000 tonnes sur 112 000 hectares. Les haricots secs avaient une production de 24 000 tonnes sur 20 000 hectares, celle des betteraves à sucre était de 7,998 millions de tonnes sur  138 000 hectares, celle des tomates de 3,840 millions de tonnes sur 64 000 hectares, celle des pommes de terre de 3,312 millions de tonnes sur 135 000 hectares, celle du raisin 4,969 millions de tonnes sur 1,163 million d'hectares, celles des graines de tournesol de 556 000 tonnes sur 874 000 hectares et celles des pêches de 987 000 tonnes sur 23 000 hectares.
Les conditions de travail des travailleurs immigrés sont souvent déplorables : rémunération inférieure au salaire minimum et heures supplémentaires pas toujours payées, manque de protections sanitaires, logements surpeuplés, etc.
Le sud du pays subit une crise de stress hydrique aggravée par la culture de l'avocat. Il faut 800 litres d'eau pour obtenir un kilo d'avocat.

## Structure agraire

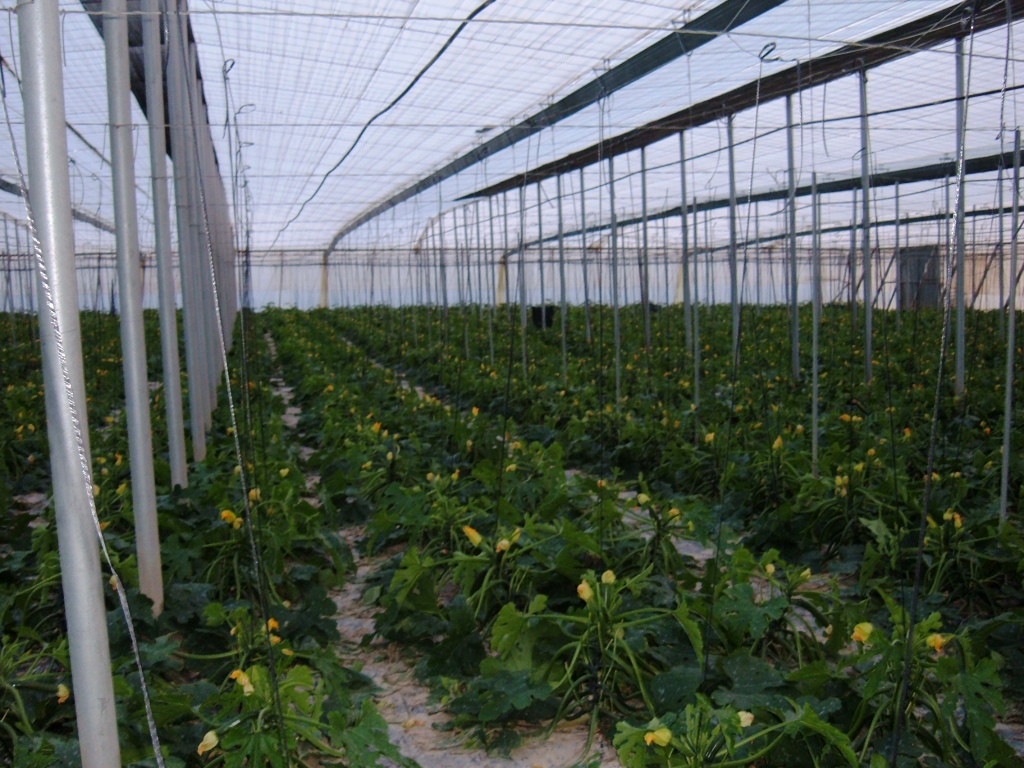
Serre en Espagne

La superficie agricole utile de l'Espagne représente plus de 23 millions d'hectares, soit 53,4% du territoire espagnol, dont près de 17 millions d'hectares sont cultivés. Sur la superficie totale cultivée, 76 % sont consacrés à la culture en zone aride et 24 % à la culture irriguée.
Cependant une large partie des sols espagnols est considérée comme pauvre, seulement 10 % des terres sont ainsi considérées comme étant de bonne ou de très bonne qualité.
Comparée aux autres pays d'Europe de l'Ouest, la proportion de terre dévolue à l'agriculture est relativement faible en Espagne.
Les principales formes d'exploitations agricoles en Espagne sont constituées des latifundia et des minifundia. Aux recensements agricoles de 1982, 50,9 % des terres espagnoles était possédées par des exploitations de plus de 200 hectares, alors que celles-ci ne représentaient que 1,1 % des exploitations en nombre. De l'autre côté, 61,8 % des exploitations espagnoles possédaient moins de 5 hectares de terres, sur 5,2 % des terres espagnoles. De plus, 25 % des exploitations agricoles possédaient moins de 1 hectare, et ne représentaient que 0,5 % des terres. Les minifundia sont surtout présents dans le nord et le nord-ouest du pays, alors que les latifundia sont concentrés dans le sud, dans les régions de Castille-La Manche, d'Estrémadure, de Valence, et d'Andalousie.
Seulement 17 % des surfaces cultivées espagnoles sont irriguées, mais ces surfaces produisent environ 40 à 45 % de la valeur ajoutée de la production agricole, et 50 % de la valeur des exportations.
Plus de la moitié des surfaces irriguées sont cultivées avec du mais ou des cultures de maraichage. Les autres cultures présentes dans l'irrigation sont le coton, la betterave à sucre, le raisin, les pommes de terre, les oliveraies, les avocats, ....
Les vestiges de l'absolutisme sont persistants dans l'agriculture. Le roi, l’Église et les détenteurs de titres de noblesse demeurent les principaux propriétaires terriens du pays, et à ce titre bénéficient des aides européennes au développement des régions (1,85 million d'euros de subvention en 2003 pour la duchesse d'Albe).
Une grande partie du pays est menacée par la désertification en raison de certaines pratiques de l'agriculture intensive et du réchauffement climatique. Environ 20 % des sols d’Espagne sont déjà dégradés, héritage des siècles passés, dont principalement la déforestation. En décembre 2019, le conseiller spécial pour l’action climatique du Haut Commissariat des Nations unies, Andrew Harper, a averti que la désertification rendrait non viables des localités espagnoles entières, forçant leur résidents à chercher un nouveau lieu où vivre.
D'autre part les tensions autour de l'usage de l'eau s'accentuent. À l'échelle du pays 80 % de l'eau est utilisé pour l'agriculture. Au début des années 80 un grand transfert d'eau du Tage a été réalisé pour irriguer la région de Segura. Cela a permis le développement d'une agriculture intensive de fruits et légumes dans cette zone autrefois désertique. Mais aujourd'hui les régions en amont souffrent de sécheresses de plus en plus dures ce qui pousse certains élus à remettre en cause la poursuite de ce transvasement.
Cependant l'Espagne peut se prévaloir d'avoir une agriculture encore diversifiée. Sa surface en production biologique est la plus grande d'Europe avec plus de 2 millions d'ha. De plus malgré la déforestation et des plantations intensives la surface boisée s'élève à 18 millions d'ha dont 11 millions d'ha sont protégés avec une variété d'essences remarquable.

## Production
La production de porc a doublé de 1986 à 2014, alors que le nombre d'exploitations est passé de 200 000 à 80 000. L'Espagne produit par ailleurs, en 2014, 900 000 tonnes de lait.
L'Espagne a produit, en 2018:
- 9,8 millions de tonnes d'olives (1er producteur mondial);
- 9,1 millions de tonnes d'orge (5e producteur mondial);
- 7,9 millions de tonnes de blé (19e producteur mondial);
- 6,6 millions de tonnes de raisin (4e producteur mondial, derrière la Chine, l'Italie et les États-Unis);
- 4,7 millions de tonnes de tomate (8e producteur mondial);
- 3,8 millions de tonnes de maïs;
- 3,6 millions de tonnes d'orange (6e producteur mondial);
- 2,8 millions de tonnes de betterave à sucre, qui est utilisée pour produire sucre et éthanol;
- 2 millions de tonnes de pomme de terre;
- 1,9 million de tonnes de mandarine (2e producteur mondial, seulement derrière la Chine);
- 1,4 million de tonnes d'avoine (3e producteur mondial, seulement derrière la Russie et le Canada);
- 1,2 million de tonnes d'oignon (17e producteur mondial);
- 1,2 million de tonnes de piment (5e producteur mondial);
- 1,1 million de tonnes de pastèque (14e producteur mondial);
- 1 million de tonnes de citron (7e producteur mondial);
- 950 000 tonnes de graines de tournesol (11e producteur mondial);
- 934 000 tonnes de laitue et chicorée;
- 903 000 tonnes de pêche (4ème producteur mondial, seulement derrière la Chine, l'Italie et la Grèce);
- 818 000 tonnes de riz;
- 725 000 tonnes de chou-fleur et brocoli;
- 717 000 tonnes de citrouille;
- 664 000 tonnes de melon;
- 649 000 tonnes de triticale;
- 562 000 tonnes de pomme;
- 492 000 tonnes de kaki (2e producteur mondial, seulement derrière la Chine);
- 388 000 tonnes de seigle (8e producteur mondial);
- 386 000 tonnes de banane;
- 382 000 tonnes de carottes;
- 344 000 tonnes de fraise (6e producteur mondial);
- 339 000 tonnes de amande (2e producteur mondial, seulement derrière les États-Unis);
- 332 000 tonnes de poire;
- 273 000 tonnes d'ail;
- 262 000 tonnes de pois secs;
- 238 000 tonnes d'aubergine;
- 213 000 tonnes de chou;
- 208 000 tonnes d'artichaut (3e producteur mondial, derrière l'Italie et l'Égypte);
- 176 000 tonnes d'abricot (6e producteur mondial);

En plus de petites productions d'autres produits agricoles.

## Travailleurs migrants
La crise sanitaire provoquée par la pandémie de Covid-19 en 2020 a mis en évidence les conditions de vie déplorables des travailleurs migrants, à l'origine de nombreux clusters. Ces travailleurs « dorment entassés par dizaines dans des chambres minuscules, chez des compatriotes qui leur louent un lit, dans la promiscuité de baraques de chantier mises à disposition par les agriculteurs ou dans des bidonvilles surpeuplés. Certains occupent des usines abandonnées ou des entrepôts désaffectés, sans accès à des conditions d’hygiène minimales. D’autres finissent sur des cartons, dans la rue… » La ministre du Travail, la communiste Yolanda Diaz, a renforcé les inspections, provoquant la colère du patronat agricole. Le ministre de l’Agriculture, le socialiste Luis Planas, a présenté en août un guide de prévention pour éviter de nouveaux clusters liés aux vendanges.